# Ulrik Christian Heide
Ulrik Christian Heide (født ca. 1711, død 11. januar 1785 på Heides Hytte) var en dansk-norsk officer.
Han var uden tvivl søn af Peter Christian Heide, der var sekondløjtnant ved Smålenske Regiment fra 1709 til 1716. Moderen var en datter af sognepræsten til Aas på Folio Jørgen Harder (død 1686). Han gik meget ung i russisk tjeneste, deltog under grev Münnich i felttogene mod tyrkerne og var med ved Otsjakiv og Perekop (1737-38). Efter sin hjemkomst ansattes han 1743 som premierløjtnant i Søndenfjeldske Infanteriregiment og anvendtes i Grænsekommissionen til fastsættelsen af grænsen mod Sverige. 1749 fik han kaptajns karakter, blev 1754 kompagnichef, 1760 kgl. fløjadjudant, var med regimentet i Holsten og kom 1765 som premiermajor til 1. eller Østre Smålenske Infanteriregiment, hvor han 1776 avancerede til oberstløjtnant og regimentskommandør, blev 1780 oberst og døde ugift 11. januar 1785 på sin ejendom Heides Hytte.
Denne hytte var en del af gården Asak ved Frederikshald, hvilken ejendom han formentlig havde købt omkring 1770 og fra en sumpet og ufrugtbar ødejord opdyrket til et lille mønsterbrug, der forskaffede ham en medalje af kongen. Han indførte igen sansen for biavl i omegnen og skaffede den hidtil ukendte kartoffeldyrkning indgang, ligesom han også lagde sig efter humleavl og tjærebrænding efter finsk metode, i alt støttet til sine erfaringer fra sit udenlandske ophold. Digteren Thomas Stockfleth, som den gang var byfoged på Frederikshald, har besunget hans landbrug i Virgils maner i et af samtiden højt vurderet arbejde: Heides Hytte, et digt af en hans Ven 1779 (1780). Ved testamente af 19. april 1784 skænkede han, efter udbetaling af nogle mindre legater til slægtninge og andre, resten af sin formue, omkring 1.600 rigsdaler, til deling mellem den matematiske skole i Christiania (der også fik hans bibliotek og nogle instrumenter) samt hans sognekirke Asak, hvor hans portrætmaleri endnu findes. 